# Oxandra mediocris
Oxandra mediocris är en kirimojaväxtart som beskrevs av Friedrich Ludwig Diels. Oxandra mediocris ingår i släktet Oxandra och familjen kirimojaväxter. Inga underarter finns listade i Catalogue of Life.